# Good Apollo, I'm Burning Star IV, Volume One: From Fear Through the Eyes of Madness
Albums de Coheed and Cambria
In Keeping Secrets of Silent Earth: 3
(2003) Good Apollo, I'm Burning Star IV, Volume Two: No World for Tomorrow
(2007)
Good Apollo, I'm Burning Star IV, Volume One: From Fear Through the Eyes of Madness est le troisième album du groupe américain de rock progressif Coheed and Cambria, publié le 20 septembre 2005, par Columbia Records.

## Liste des chansons
Toutes les paroles sont écrites par Claudio Sanchez, toute la musique est composée par Coheed and Cambria.
| No  | Titre                                                      | Durée |
| --- | ---------------------------------------------------------- | ----- |
| 1.  | Keeping the Blade                                          | 2:08  |
| 2.  | Always and Never                                           | 2:23  |
| 3.  | Welcome Home                                               | 6:14  |
| 4.  | Ten Speed (Of God's Blood and Burial)                      | 3:46  |
| 5.  | Crossing the Frame                                         | 3:26  |
| 6.  | Apollo I: The Writing Writer                               | 5:15  |
| 7.  | Once Upon Your Dead Body                                   | 3:19  |
| 8.  | Wake Up                                                    | 3:35  |
| 9.  | The Suffering                                              | 3:43  |
| 10. | The Lying Lies & Dirty Secrets of Miss Erica Court         | 3:17  |
| 11. | Mother May I                                               | 4:31  |
| 12. | The Willing Well I: Fuel for the Feeding End               | 7:17  |
| 13. | The Willing Well II: From Fear Through the Eyes of Madness | 7:28  |
| 14. | The Willing Well III: Apollo II: The Telling Truth         | 7:18  |
| 15. | The Willing Well IV: The Final Cut                         | 7:40  |